# Веденяпіно (Теньгушевський район)
Веденя́піно (рос. Веденяпино, ерз. Веденяпино) — село у складі Теньгушевського району Мордовії, Росія. Входить до складу Такушевського сільського поселення.
Населення — 205 осіб (2010; 310 у 2002).
Національний склад (станом на 2002 рік):
- росіяни — 100 %

## Уродженці
- Веденяпін Аполлон Васильович (1803—1872) — декабрист, військовик, природознавець.